# The Wicked Symphony
The Wicked Symphony ist das vierte Studioalbum der Metal-Oper Avantasia von Tobias Sammet. Das Album erschien am  3. April 2010 gleichzeitig mit dem Album Angel of Babylon. Tobias Sammet besteht jedoch darauf, dass es sich um zwei unabhängige Alben handelt, und nicht um ein Doppelalbum.

## Lieder
1. The Wicked Symphony – 9:28
2. Wastelands – 4:44
3. Scales of Justice – 5:04
4. Dying for an Angel – 4:32
5. Blizzard on a Broken Mirror – 6:07
6. Runaway Train – 8:42
7. Crestfallen – 4:02
8. Forever Is a Long Time – 5:05
9. Black Wings – 4:37
10. States of Matter – 3:57
11. The Edge – 4:12

## Personal
Band:
- Tobias Sammet – Gesang, Bass, Keyboard
- Sascha Paeth – Gitarre, Keyboard
- Eric Singer – Schlagzeug (Lieder 5, 7, 9 und 10)
- Michael „Miro“ Rodenberg – Keyboard

Gastmusiker:
- Jørn Lande Gesang auf Liedern 1, 2, 6, 9 und 10
- Andre Matos Gesang auf Lied 5
- Russell Allen Gesang auf Liedern 1 und 11
- Michael Kiske Gesang auf Lied 1
- Tim „Ripper“ Owens Gesang auf Lied 3
- Klaus Meine Gesang auf Lied 4
- Bob Catley Gesang auf Lied 11
- Cloudy Yang Gesang auf Lied 8
- Bruce Kulick Gitarre auf Liedern 5, 9 und 11
- Oliver Hartmann Gitarre auf Liedern 1, 2 und 3
- Henjo Richter Gitarre auf Lied 10
- Felix Bohnke Schlagzeug auf Liedern 4, 6 und 8
- Alex Holzwarth Schlagzeug auf Liedern 1, 2, 3 und 11
- Jens Johansson Keyboard bei Lied 2
- Simon Oberender Orgel bei Lied 9

Backgroundchor:
- Emilie Paeth
- Cloudy Yang
- Amanda Somerville
- Tiffany Kirkland
- Ina Morgan
- Cinzia Rizzo
- Thomas Rettke
- Oliver Hartmann
- Matthias Kontny
- Michael Voy
- Tobias Sammet

## Rezension und Erfolg
Das Album gab es gemeinsam mit dem Album Angel of Babylon in einer Box zu kaufen. Diese erreichte folgende Chartpositionen:
Deutschland #2, Ungarn #5, Tschechien #6, Schweiz #7, Oesterreich #9, Slowenien #7, Schweden #1 (Rockcharts, Nationale Charts #14), Finnland #18, Norwegen #22, England #26 (Indie), Holland #27 (Indie), Spanien #32, Frankreich #74 und Japan #89.